# Centro Universitário Municipal de São José
O Centro Universitário Municipal de São José (USJ) foi um centro universitário da cidade brasileira de São José, no estado de Santa Catarina, sendo a primeira faculdade municipal pública do país.
A USJ se encontra como uma das melhores faculdades do estado de Santa Catarina. Sua política de ingresso oferecia cota de 70% para quem se formou em escola pública (municipal, estadual e federal) de São José e é levado em consideração o ensino fundamental e ensino médio, e 30% da vagas para o concorrente que não se encaixa no critério anterior. Foi encerrada em 2021 após recomendação do Ministério Público de Santa Catarina. O último reitor foi Renato Brittes.
Oferecia cinco cursos de graduação: administração, análise e desenvolvimento de sistemas, ciências contábeis, pedagogia e ciência da religião, além de também ter oferecido cursos de pós-graduação.